# Darko Damjanovski
Darko Damjanovski (mazedonisch Дарко Дамјановски; * 15. Juli 1981 in Gostivar) ist ein nordmazedonischer Biathlet und Skilangläufer.
Darko Damjanovski lebt in Gostivar und startet für Mirna Dolina. Der Soldat wird von Gjoko Dineski trainiert. Er debütierte 2005 in Obertilliach im Biathlon-Europacup und wurde in seinem ersten Sprint 101. Beste Resultate in dieser Rennserie waren 22. Plätze in Sprint und Verfolgung von Bansko 2007. In Nové Město na Moravě nahm der Mazedonier an den Biathlon-Europameisterschaften 2008 teil. Im Einzel wurde er 75., im Sprint 78., die Staffel beendete das Rennen nicht. Sein Weltcup-Debüt feierte Damjanovski 2009 in Oberhof mit Platz 112 im Sprint. Höhepunkt der Saison wurde die Teilnahme an den Biathlon-Weltmeisterschaften 2009 in Pyeongchang. In Südkorea lief der Mazedonier auf den 96. Rang im Einzel und den 97. Platz im Sprint.
Im Skilanglauf ist Damjanovski seit 2005 aktiv. Zunächst trat er nur in FIS-Rennen, im Alpencup und dem Balkan-Cup an. 2006 nahm er bei den Rennen in Pragelato Plan an den Olympischen Winterspielen 2006 von Turin teil. Im 15-Kilometer-Rennen wurde Damjanovski 84. 2007 gewann der Mazedonier in Mavrovo ein 5- und ein 10-Kilometer-Rennen im Rahmen des FIS-Cups. Ein Jahr später gewann er bei den mazedonischen Meisterschaften in Kruševo über 5 Kilometer die Silbermedaille hinter Aleksandar Milenković, im 10-Kilometer-Rennen wurde er Vierter und verpasste eine weitere Medaille knapp. Die Militärweltmeisterschaft 2008 in Hochfilzen brachte einen 60. Platz über 15 Kilometer. Bei der Nordischen Skiweltmeisterschaft 2009 in Liberec lief er das Verfolgungsrennen, beendete es aber nicht.

## Weltcupstatistik
Die Tabelle zeigt alle Platzierungen (je nach Austragungsjahr einschließlich Olympische Spiele und Weltmeisterschaften).
- 1.–3. Platz: Anzahl der Podiumsplatzierungen
- Top 10: Anzahl der Platzierungen unter den ersten zehn (einschließlich Podium)
- Punkteränge: Anzahl der Platzierungen innerhalb der Punkteränge (einschließlich Podium und Top 10)
- Starts: Anzahl gelaufener Rennen in der jeweiligen Disziplin

| Platzierung            | Einzel | Sprint | Verfolgung | Massenstart | Staffel | Gesamt |
| ---------------------- | ------ | ------ | ---------- | ----------- | ------- | ------ |
| 1. Platz               |        |        |            |             |         |        |
| 2. Platz               |        |        |            |             |         |        |
| 3. Platz               |        |        |            |             |         |        |
| Top 10                 |        |        |            |             |         |        |
| Punkteränge            |        |        |            |             |         |        |
| Starts                 | 8      | 16     |            |             |         | 24     |
| Stand: 7. Februar 2015 |        |        |            |             |         |        |